# Arrondissement administratif de Bruxelles

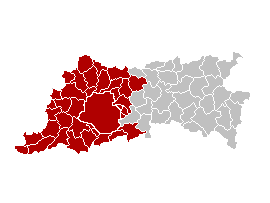
L'arrondissement administratif de Bruxelles, en rouge.

Pour les articles homonymes, voir Arrondissement de Bruxelles.
L'arrondissement administratif de Bruxelles est un ancien arrondissement administratif belge, qui faisait partie de la province de Brabant. 

## Histoire
Il est l'héritier de l'arrondissement de Bruxelles créé sous le Premier Empire comme subdivision du département de la Dyle et qui cessa d'exister en tant qu'arrondissement français le 11 avril 1814.
La Belgique, annexée au nouveau royaume des Pays-Bas, reprend cependant les structures administratives de l'époque napoléonienne, et l'ancien département de la Dyle devient en 1815 la « province du Brabant-Méridional », puis après l'indépendance belge en 1830, la « province du Brabant ».
En 1823, les communes suivantes furent détachées de l'arrondissement de Bruxelles : Couture-Saint-Germain, Genval, Lasne-Chapelle-Saint-Lambert, Ohain, Rixensart, Rosières et La Hulpe pour intégrer celui de Nivelles ; tandis que ce dernier perdait les communes suivantes : Gammerages, Haute-Croix, Hérinnes, Herfelingen, Oetingen, Tollembeek et Vollezele au profit de l'arrondissement de Bruxelles.
Les habitants des communes formant l'arrondissement administratif de Bruxelles étaient : soit bilingues (Français/Néerlandais) dans l'agglomération bruxelloise, soit néerlandophones dans le reste du territoire. Mais ce n'est qu'en 1878 que l'usage du néerlandais dans les actes administratifs fut autorisé dans l'arrondissement au côté du français jusqu'alors seul langue officielle en Belgique.
La loi du 2 août 1963, officialisant la création de la frontière linguistique, amena les autorités belges à officialiser cette partition entre communes bilingues et néerlandophone en divisant l'arrondissement en trois parties distinctes :
- l'arrondissement administratif de Hal-Vilvorde, de statut néerlandophone, est rattaché à la région de langue néerlandaise ;
- l'arrondissement administratif de Bruxelles-Capitale, de statut bilingue qui correspondra par la suite à la Région de Bruxelles-Capitale ;
- une fédération de communes périphériques comprenant six communes néerlandophones à facilités linguistiques francophones dans la périphérie bruxelloise : Kraainem, Drogenbos, Linkebeek, Rhode-Saint-Genèse, Wemmel et Wezembeek-Oppem.

Au même moment, son territoire perd quelques communes comme celles de Bierghes, Saintes ou une partie d'Overijse qui sont rattachées à l'arrondissement de Nivelles.
En 1971, l'éphémère fédération des communes périphériques fut supprimée et celles-ci furent rattachées à l'arrondissement de Hal-Vilvorde, tout en gardant leur statut de communes à facilités de la périphérie bruxelloise.
L'arrondissement judiciaire de Bruxelles fut scindé plus tard, en 2014.